# Aerobryopsis
Aerobryopsis, rod mahovnjača iz porodice Meteoriaceae, dio reda Hypnales.
Rod je opisan 1905. a tipična vrsta je A. longissima (Dozy & Molk.) M. Fleisch.. Na popisu je pedesetak vrsta.

## Vrste
Legitimne vrste
1. Aerobryopsis capensis (Müll. Hal.) M. Fleisch.
2. Aerobryopsis cirrifolia (Schwägr.) Broth. ex Paris
3. Aerobryopsis cochlearifolia Dixon
4. Aerobryopsis deflexa Broth. & Paris
5. Aerobryopsis leptosigmata (Müll. Hal. ex Broth. & Geh.) M. Fleisch.
6. Aerobryopsis longissima (Dozy & Molk.) M. Fleisch.
7. Aerobryopsis membranacea (Mitt.) Broth.
8. Aerobryopsis parisii (Cardot) Broth.
9. Aerobryopsis pulchricoma M. Fleisch.
10. Aerobryopsis striatula (Mitt.) Broth.
11. Aerobryopsis subdivergens (Broth.) Broth.
12. Aerobryopsis subleptostigmata Broth. & Paris
13. Aerobryopsis vitiana (Sull.) M. Fleisch.

### Ostalo
1. Aerobryopsis aristifolia X.J. Li, S.H. Wu & Da C. Zhang
2. Aerobryopsis assimilis (Cardot) Broth.
3. Aerobryopsis atrocaulis (Müll. Hal.) Broth.
4. Aerobryopsis auriculata Copp. ex Thér.
5. Aerobryopsis bauerae (Müll. Hal. ex Geh.) M. Fleisch.
6. Aerobryopsis brevicuspis Broth.
7. Aerobryopsis concavifolia Nog.
8. Aerobryopsis crispicuspis (Besch.) M. Fleisch.
9. Aerobryopsis crispifolia (Broth. & Geh.) M. Menzel
10. Aerobryopsis cymatocheilos (Kindb.) Broth.
11. Aerobryopsis denticulata Dixon
12. Aerobryopsis divergens (Mitt.) Broth. ex Paris
13. Aerobryopsis doii Sakurai
14. Aerobryopsis eravikulamensis Manju & K.P. Rajesh
15. Aerobryopsis fuscescens (E.B. Bartram) M. Menzel
16. Aerobryopsis hokinensis (Besch.) Broth.
17. Aerobryopsis horrida Nog.
18. Aerobryopsis integrifolia (Besch.) Broth.
19. Aerobryopsis kiushiuensis (Broth.) Nog.
20. Aerobryopsis lanosa (Mitt.) Broth.
21. Aerobryopsis laosiensis Broth. & Paris
22. Aerobryopsis lawesii M. Fleisch.
23. Aerobryopsis longipendula (Müll. Hal. ex Dusén) Broth.
24. Aerobryopsis martinicensis (Broth.) Spessard-Schueth
25. Aerobryopsis mexicana Cardot
26. Aerobryopsis mollissima Broth.
27. Aerobryopsis pernitens Sakurai
28. Aerobryopsis philippinensis E.B. Bartram
29. Aerobryopsis plumaria (Hampe) M. Fleisch.
30. Aerobryopsis prostratula (Müll. Hal.) M. Fleisch.
31. Aerobryopsis pseudocapensis (Ångstr.) M. Fleisch.
32. Aerobryopsis pseudolanosa (Broth. & Geh.) Broth.
33. Aerobryopsis scariosa E.B. Bartram
34. Aerobryopsis schuetzii Broth. & Herzog
35. Aerobryopsis subpiligera (Hampe) M. Fleisch.
36. Aerobryopsis trachyptera (Müll. Hal. ex Dusén) Broth.
37. Aerobryopsis wallichii (Brid.) M. Fleisch.
38. Aerobryopsis yunnanensis X.J. Li & Da C. Zhang